# Johann Heinrich Keerl
Johann Heinrich Keerl (geb. am 4. Februar 1759 in Heidenheim (Mittelfranken); gest. am 22. Januar 1810 in Ansbach) war ein deutscher Jurist und Schriftsteller.

## Leben
Keerl war der Sohn von Johann Peter Keerl, Kammerrat und Verwalter des Klosters Heidenheim. Er studierte nach dem Besuch des Gymnasiums in Ansbach die Rechte an der Universität Erlangen und trat danach in den markgräflich ansbachischen Verwaltungsdienst. 1787 wurde er dort Hof- und Regierungssekretär, 1795 Regierungs- und Konsistorial-Assessor, 1803 Regierungs- und Pupillenrat. Nachdem die Markgrafschaft Ansbach 1806 zum Königreich Bayern gekommen war, wurde Keerl 1808 schließlich Appelationsgerichtsrat in Ansbach.
Am 9. Mai 1789 heiratete er Anna Margarethe Messerer. Seine Tochter Amalie (1805–1830) war die spätere Frau des Archäologen Joseph Anselm Feuerbach und die Mutter des Malers Anselm Feuerbach.
Neben seiner juristischen und verwalterischen Tätigkeit war Keerl auch Verfasser eines Trauerspiels, Autor zahlreicher Gelegenheitsgedichte, Übersetzer und Mitherausgeber zweier populär-philosophischer Zeitschriften. Er gehörte zum Kreis bayrischer Spätaufklärer und war unter seinen Zeitgenossen eine weithin bekannte und geschätzte Persönlichkeit. Seine Liedersammlung Lieder und Gesänge für Freunde und Freundinnen gesellschaftlicher Unterhaltung wurde mehrfach aufgelegt. Heute ist er nahezu vergessen.

## Werke
- Ataliba, oder der Sturz der Inkas, ein Trauerspiel in 5 Aufzügen. Nürnberg 1788, Digitalisat.
- Fränkische Unterhaltungen zum Nutzen und Vergnügen; Erziehern, Liebhabern der Geschichte, und Freunden des Guten in Städten und auf dem Lande gewidmet. 4 Bde. Schwabach 1790–1794.
- Harfentöne eines Barden von Hainenkamp. Am Grabe seiner unvergeßlichen Fürstin der Markgräfin Friderika Karolina zu Brandenburg-Onolzbach und Baireuth. Ansbach 1791.
- Das Opfer im Hain der Zukunft. Eine Ueberlieferung aus den Tagen der Vorzeit, bey Anwesenheit unsers allergnädigsten Königs. Ansbach 1792.
- Einige Bemerkungen über zweckmäßige Behandlung der Unmündigen und Vormundschaften. Ansbach 1792, Digitalisat.
- Empfindungen, Entschlüsse, und Beschäftigungen gutgearteter Kinder. Ansbach 1794.
- Lieder und Gesänge für Freunde und Freundinnen gesellschaftlicher Unterhaltung, bey frohen Mahlen, beym Wein, und in traulichen Zirkeln zu singen. Ansbach 1794, Digitalisat.
- Gedichte. 2 Bde. Fürth 1802 f., Bd. 1, 2.
- Siciliens vorzüglichste Münzen und Steinschriften aus dem Alterthum. 2 Teile. Gotha 1802 und 1805.

Übersetzung
- Neapel und Sicilien. Ein Auszug aus dem grossen und kostbaren Werke: Voyage pittoresque de Naples et Sicilie de Mr. de Non [= Jean-Claude Richard de Saint-Non]. 12 Teile. Ettinger, Gotha 1789–1806.
- Houels [= Jean-Pierre Houël] Reisen durch Sicilien, Malta und die Liparischen Inseln. Eine Uebersetzung aus dem französischen Originalwerke. 6 Teile. Gotha 1797–1809.

Herausgeber
- mit Heinrich Christoph Büttner und J. B. Fischer: Fränkisches Archiv. Ansbach 1789 und 1790, ZDB-ID 974308-x, Digitalisat. Am dritten Band war Keerl nicht mehr beteiligt.
- mit Heinrich Christoph Büttner: Ansbachische Monathsschrift. Ansbach 1793 f., ZDB-ID 2748578-X, Digitalisat.